# Jacques Boulas
Jacques Boulas (Étampes, 20 de outubro de 1948 — Chartres, 29 de setembro de 1990) foi um ciclista francês, que competiu como profissional entre 1974 à 1978. Ele terminou em último lugar no Tour de France 1975.